# شوغيلز
شوغيلز (بالإنجليزية: Showgirls)‏ هو فيلم دراما واثارة أمريكي من إخراج بول فيرهويفن، وتأليف جوي ايستيرهاس، وبطولة إليزابيث بيركلي.

## القصة
تدور القصة حول نعومي، فتاة تنتقل بمفردها إلى لاس فيغاس لتعمل كراقصة ثم تتسلق التسلسل الهرمي وتشق طريقها لتصبح من أفضل فتيات الاستعراض في فيغاس.

## روابط خارجية
- شوغيلز على موقع IMDb (الإنجليزية)
- شوغيلز على موقع ميتاكريتيك (الإنجليزية)
- شوغيلز على موقع روتن توميتوز (الإنجليزية)
- شوغيلز على موقع نتفليكس (الإنجليزية)
- شوغيلز على موقع ألو سيني (الفرنسية)
- شوغيلز على موقع Turner Classic Movies (الإنجليزية)
- شوغيلز على موقع أول موفي (الإنجليزية)
- شوغيلز على موقع بوكس أوفيس موجو (الإنجليزية)
- شوغيلز على موقع فيلمافينيتي (الإسبانية)
- شوغيلز على موقع قاعدة بيانات الأفلام السويدية (السويدية)